# Erik Tuxen
Erik Oluf Tuxen (Mannheim, 4 luglio 1902 – 28 agosto 1957) è stato un direttore d'orchestra e compositore danese.
Dal 1936 fino alla sua morte causata da cancro il 28 agosto 1957 è stato direttore d'orchestra della Danish National Symphony Orchestra di Danish Radio.
Insieme a Thomas Jensen e Launy Grøndahl, Tuxen è stato pioniere delle performance e delle registrazioni della musica di Carl Nielsen. Tuxen è stato anche un prolifico arrangiatore cinematografico, responsabile della direzione musicale di molti film danesi negli anni '30 e '40. Era anche un bandleader jazz.
Ha dato l'anteprima britannica della Sinfonia n. 5 di Nielsen al Festival Internazionale di Edimburgo del 1950, dove ha suscitato scalpore.